# گل‌حسرت ایرانی
گل‌حسرت ایرانی (نام علمی: Colchicum persicum) نام یکی از گونه‌های سردهٔ سورنجان (گل حسرت) است.  گل‌های این گونه در اوایل بهار ظاهر می‌شود. ارتفاع گل ۵ سانتیمتر است. به وسیلهٔ لوله گلپوش منقسم به شش قطعه باریک که تا قاعده امتداد دارد، مشخص می‌گردند. دارای گل‌هایی به رنگ سفید ویاسمنی (یاسمنی، بنفش کم‌رنگ کدر، آمیخته با کمی رنگ سفید) و همچنین برگ‌های باریک است.

## نگارخانه

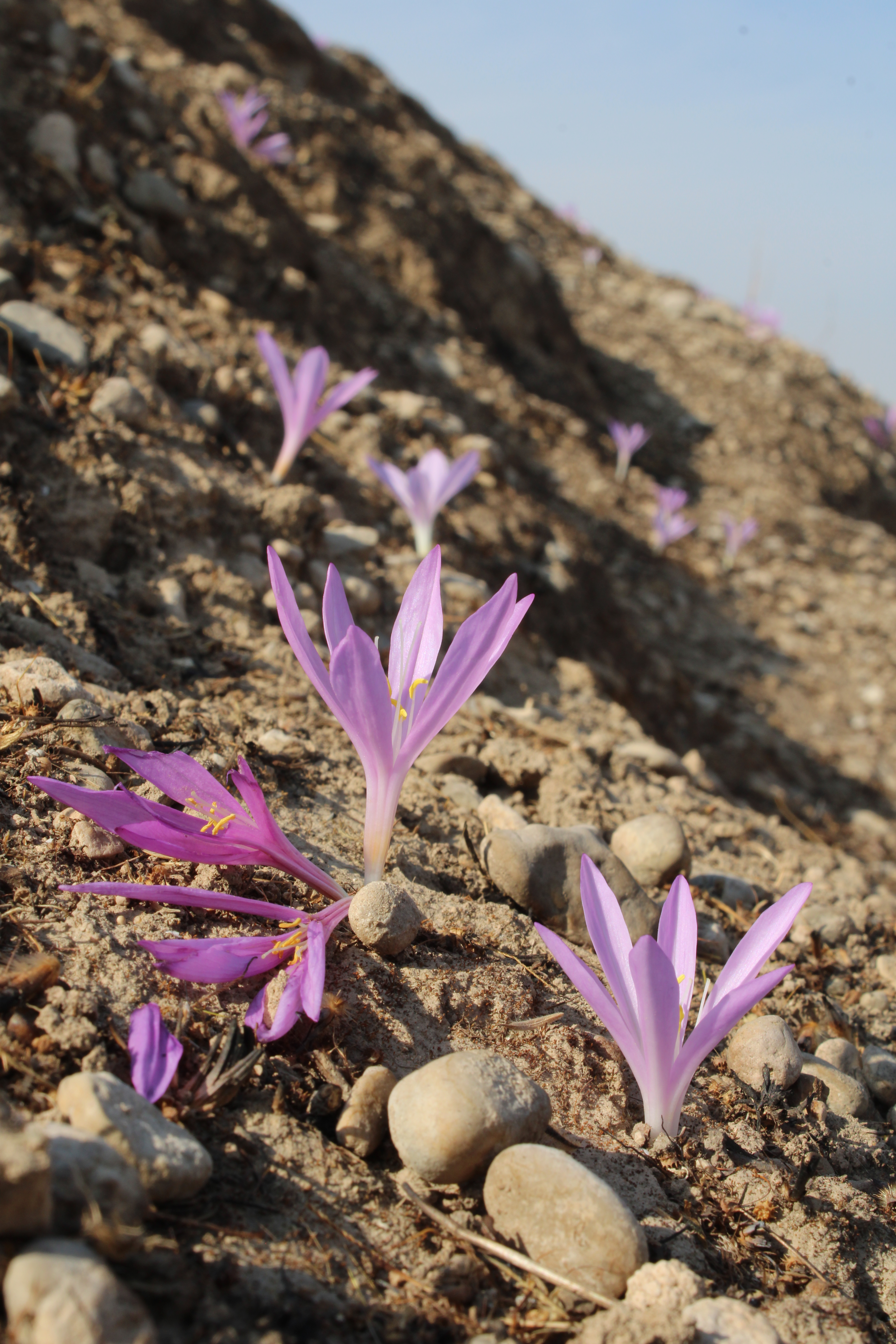
گل حسرت ایرانی خودرو، بهبهان
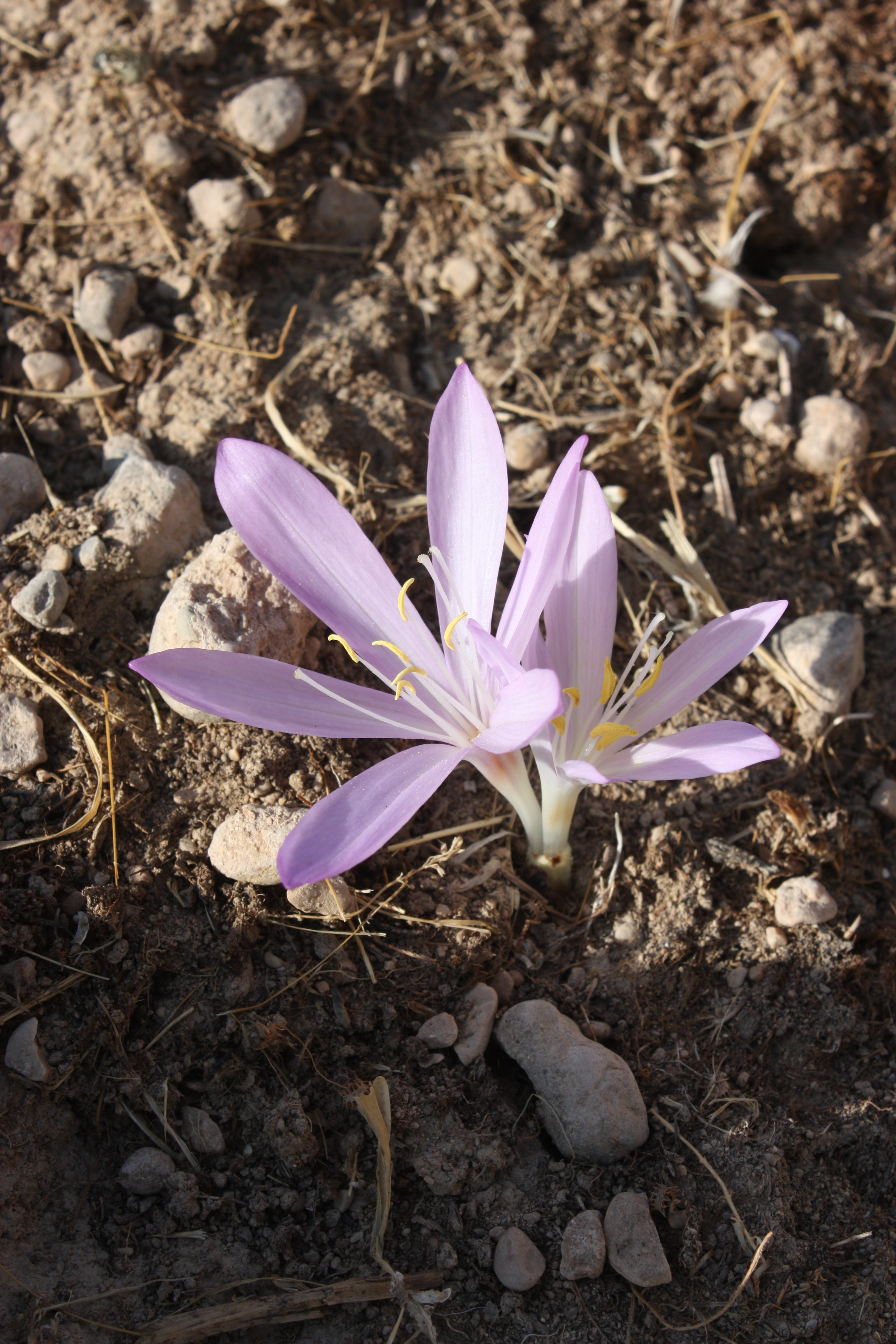
گل حسرت ایرانی خودرو، بهبهان
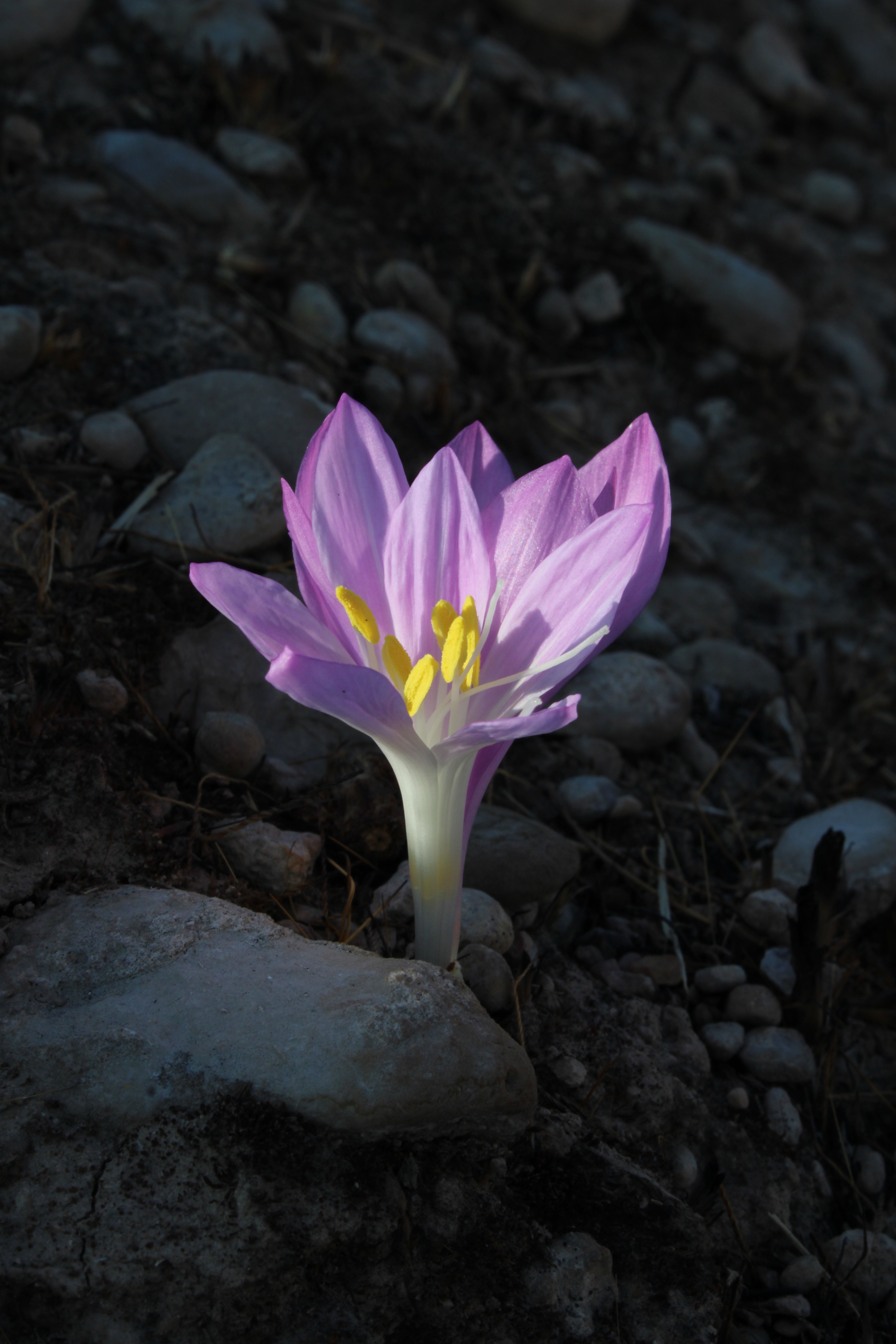
گل حسرت ایرانی خودرو، پاییز بهبهان
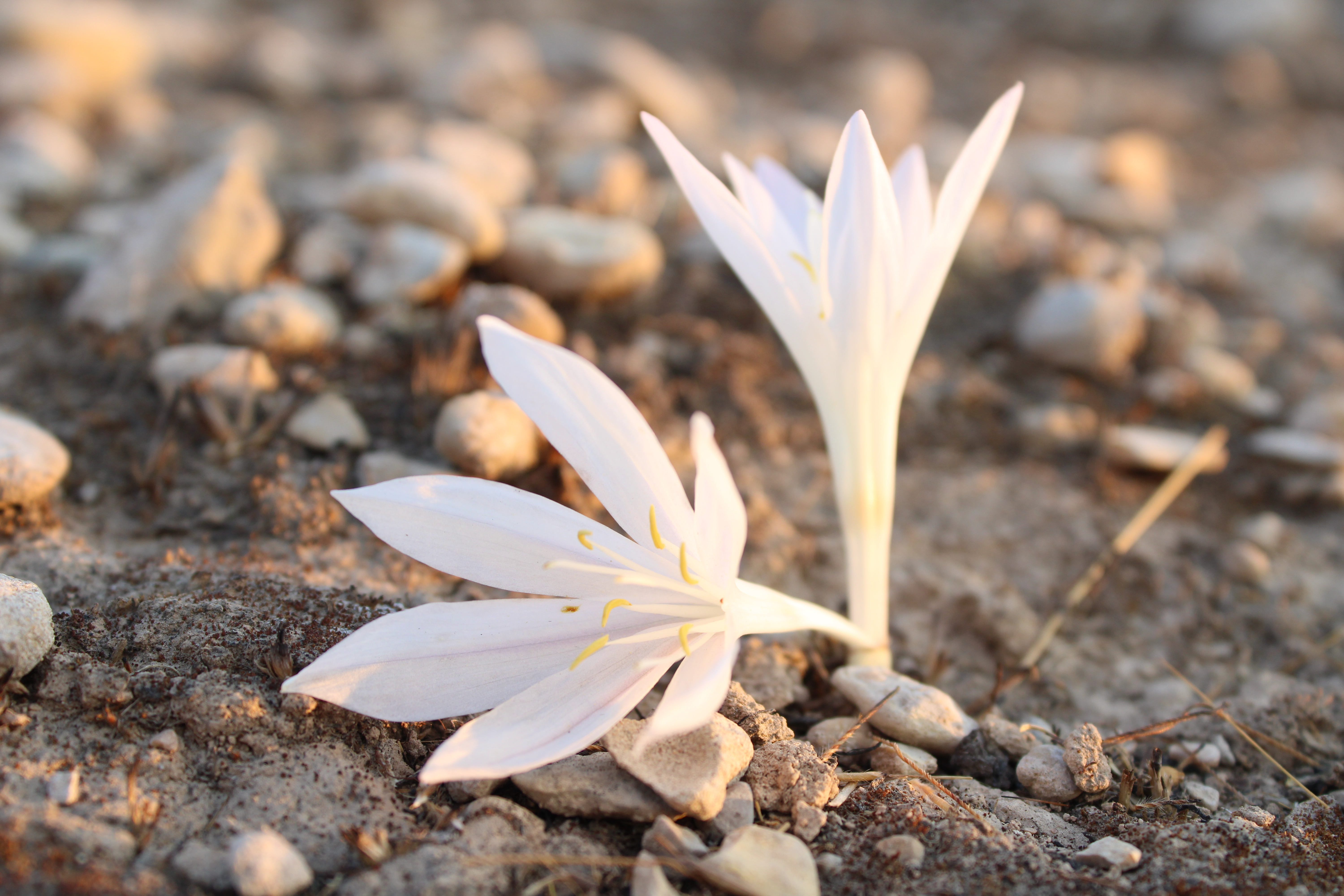
گل حسرت ایرانی خودرو سفیدرنگ، بهبهان
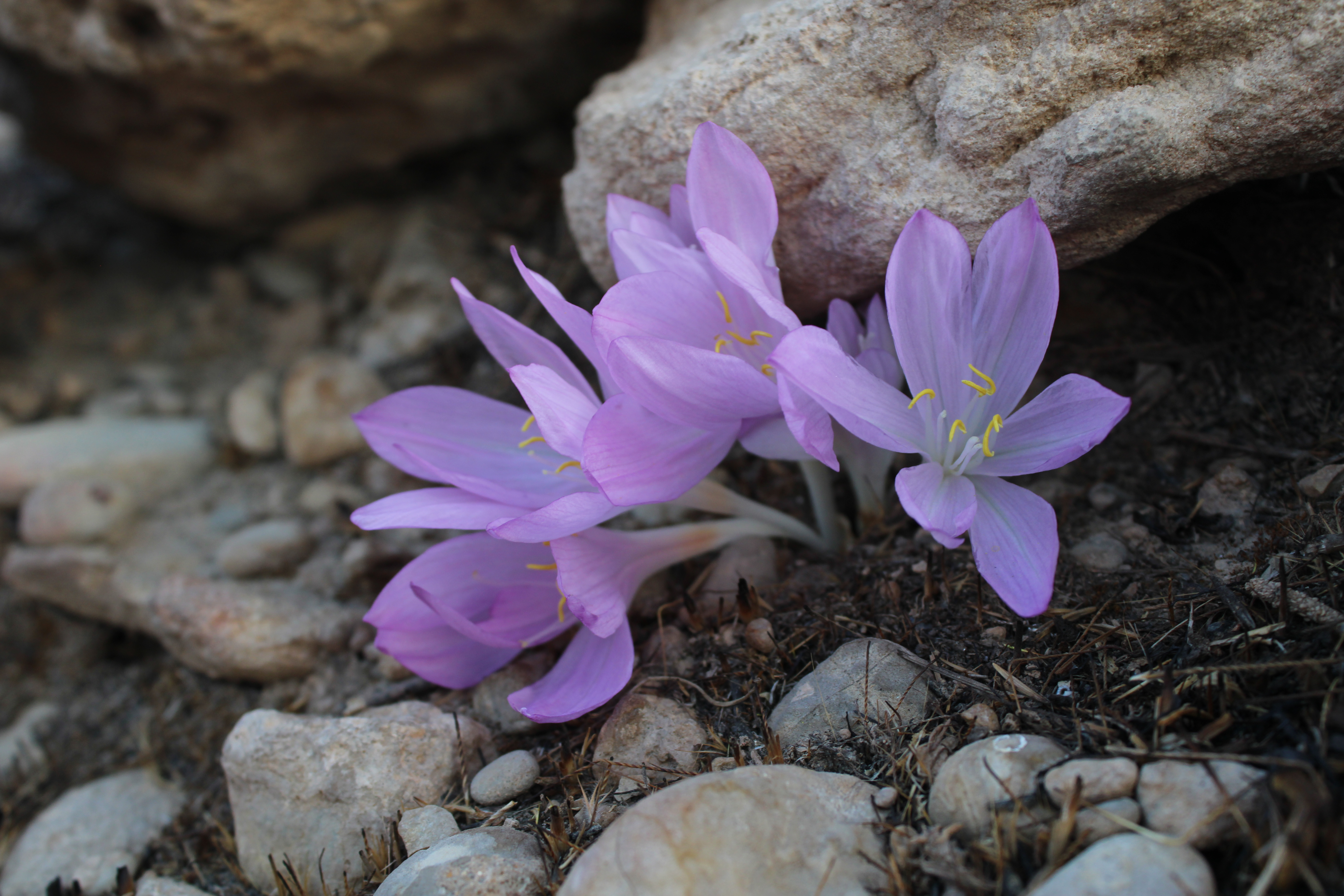
گل حسرت ایرانی خودرو در بهبهان